# Samverkan för nätbaserad högskoleutbildning
Samverkan för nätbaserad högskoleutbildning (SNH) är en organisation för samverkan mellan Högskolan i Gävle, Mittuniversitetet och Utbildningsradion.
Syftet som anges är:
- Att gemensamt utveckla, pröva och utvärdera pedagogiska och tekniska metoder för nätbaserad utbildning.
- Genom UR:s medverkan nyttja TV- och radiomedierna för kursinslag, rekrytering och marknadsföring.
- Genom att utveckla större flexibilitet i fråga om kursstart och studietakt samt större möjligheter till tillgodoräknande ges studenterna större tillgänglighet till kursutbudet.